# L'innocenza (film)
L'innocenza (怪物?, Kaibutsu, lett. "Mostro") è un film giapponese del 2023 diretto da Hirokazu Kore'eda.
Presentato in concorso al 76º Festival di Cannes ha ricevuto la Queer Palm e il premio per la migliore sceneggiatura.
Dopo gli ultimi due film girati all'estero, Le verità (2019) in Francia e Broker (2022) in Corea del Sud, quest'opera rappresenta un ritorno del regista al Giappone e alla sua lingua madre. È il secondo film della sua carriera cinematografica, dopo quello di debutto Maborosi (1995), in cui Kore-eda dirige un lungometraggio di cui non ha scritto la sceneggiatura, e il primo da lui diretto che tratta un tema LGBT.

## Trama
Quando suo figlio Minato inizia a comportarsi in modo strano, la madre vedova Saori capisce che c'è qualcosa che non va. Dopo aver scoperto che c'è di mezzo l'insegnante di Minato e del suo amico Yori, si precipita nella scuola esigendo di sapere cosa sta succedendo. A mano a mano che la vicenda si dipana attraverso gli occhi della madre, dell'insegnante e del bambino, la verità gradualmente emerge.

## Titolo
La traduzione del titolo originale del film, Kaibutsu 怪物, ossia Mostro, è stata mantenuta in diverse versioni, come quella inglese e spagnola, mentre è stato scelto il titolo L'innocenza per altre, come quella tedesca, francese e italiana.
Il poster ufficiale del film, diffuso a poco meno di un mese dalla sua uscita in Giappone, avvenuta il 2 giugno 2023, presenta le immagini dei cinque personaggi principali, tutti con lo sguardo puntato sullo spettatore - in alto i due bambini, Minato e Yori, con il viso macchiato di fango, in basso gli adulti, la preside della scuola, la madre di Minato, l'insegnante Hori - separati dal titolo del film Mostro (怪物) spezzato in due dall'inserzione dell'interrogativo "Chi è?" ( だーれだ).
Kore-eda ha spiegato il titolo facendo riferimento all'interrogativo che il film intende porre e alle diverse interpretazioni cui può dare corso: mostro "è qualcosa che si nasconde dentro di me o qualcosa fuori di me?": i due bambini, a causa di pregiudizi sociali e di offese crudeli, finiscono per vedere dentro di sé un mostro e desiderano reincarnarsi, creando uno spazio insieme realistico e immaginario in cui proteggersi ed essere felici, che evoca le atmosfere del mondo dell'infanzia dipinto da Hayao Miyazaki; ma forse il mostro è "dall'altra parte del mondo che dà loro la caccia", o è in ciascuno dei personaggi che sono mostri per qualcun altro, comportandosi in modo spaventoso, equivoco o incomprensibile.

## Produzione

### Sviluppo
Il film è stato annunciato, già in post-produzione, nel novembre 2022. Kore'eda si è avvalso di una sceneggiatura non sua per la seconda volta dopo Maborosi (1995), collaborando con lo sceneggiatore televisivo Yūji Sakamoto.

### Sceneggiatura
La sceneggiatura, completata nel corso di tre anni, è stata scritta da Yūji Sakamoto, uno sceneggiatore di serie televisive molto stimato da Kore-eda, e che a sua volta ha sempre nutrito molta stima nei suoi confronti. Così Koreeda ha commentato la loro collaborazione: "Sono un po' più grande di lui, ma abbiamo vissuto gli stessi eventi e respirato la stessa aria sotto cieli bui mentre scriveva le sue storie. Nelle nostre storie abbiamo parlato di abbandono, delinquenza e famiglie miste. Ci sono temi e risonanze comuni nelle nostre storie anche se le abbiamo scritte in momenti diversi. Tuttavia, ognuno di noi lo ha raccontato a modo suo. Come se l'aria che inspiriamo fosse la stessa, ma non quella che espiriamo. Questa volta Sakamoto e io siamo riusciti a realizzare un film insieme coordinando il nostro respiro".
Dopo averne letto la trama, Koreeda ha affermato che i due bambini della storia gli ricordavano Giovanni e Campanella, protagonisti del racconto di Kenji Miyazawa Una notte sul treno della Via Lattea - una storia che nel 1985 è stata trasposta in un film d'animazione dal regista Gisaburō Sugii - e che la prima volta che ha parlato con i due giovani attori ha proposto loro di leggere questo libro.

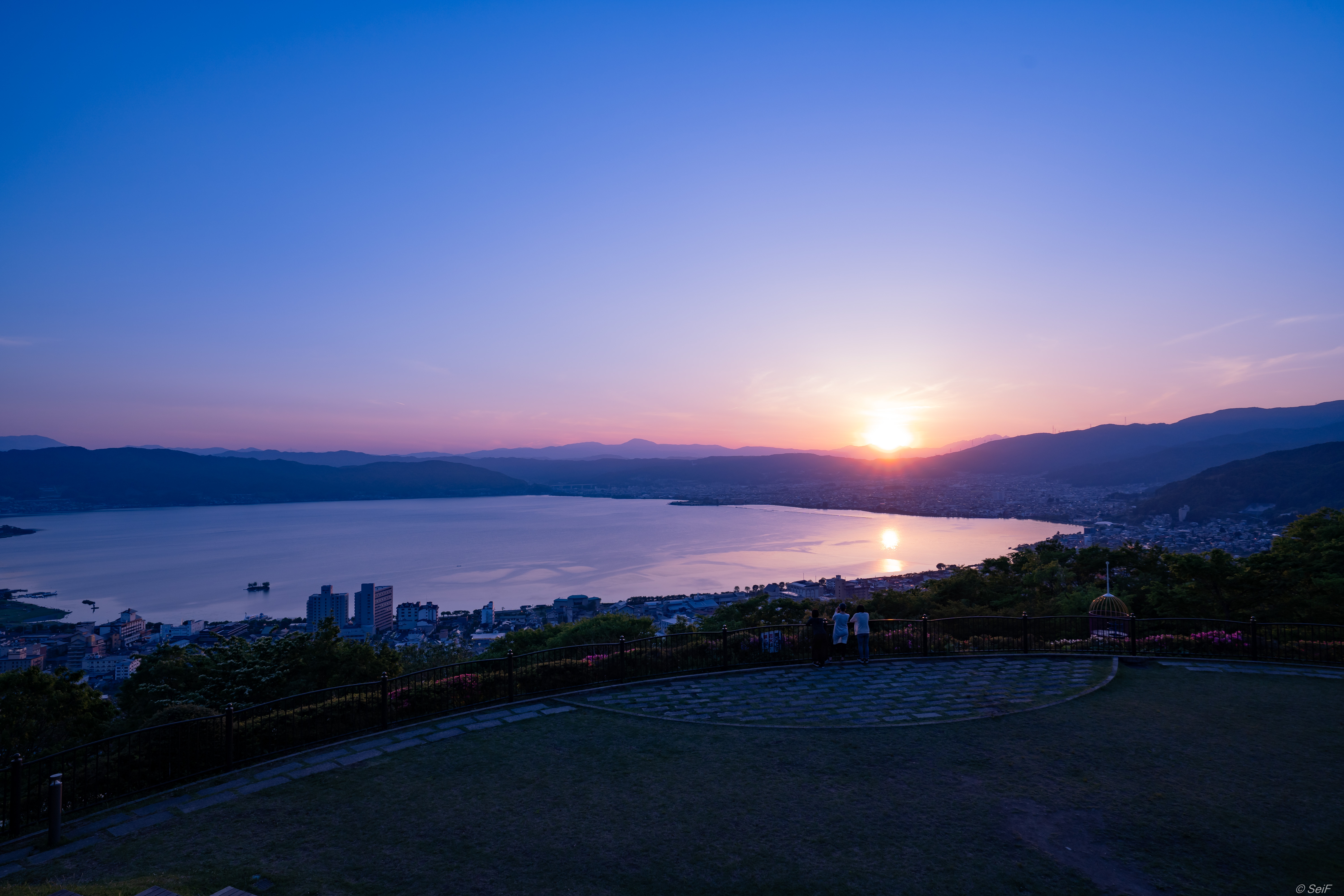
Lago Suwa, prefettura di Nagano, nei pressi del quale è stato girato il film

La trama originale scritta da Sakamoto prevedeva che la storia fosse ambientata nella parte occidentale di Tokyo, e che un grande fiume dividesse la città da nord a sud. Koreeda, che nutre un profondo legame con Nagano e la città di Suwa, nelle cui vicinanze alla fine degli anni ottanta trascorse tre anni per girare il suo documentario di debutto cinematografico (Lessons from a Calf, 1991), durante uno dei suoi sopralluoghi in questa zona scoprì che la scuola elementare di Johoku, affacciata su un lago, era stata chiusa nel 2021: "questo fu il fattore decisivo" per scegliere il luogo in cui il film sarebbe stato ambientato, e nella sceneggiatura la parola "grande fiume" venne sostituita con "lago". Il lago Suwa, simbolo della regione, secondo Kore-eda accompagna il tema ricorrente del film.
Di comune accordo, Sakamoto e Koreeda hanno poi cambiato il finale previsto nella prima sceneggiatura, concordando sul fatto che non doveva sembrare che i bambini morissero. Il tema della "rinascita" è tuttavia presente negli interrogativi di Minato, che si chiede nel film "perché è nato" e se, rinascendo, può diventare qualcos'altro, o nella domanda che i bambini si pongono, dopo la tempesta, all'interno del vagone abbandonato e deragliato in cui hanno trovato rifugio per i loro giochi, pensato come un'immaginaria astronave che li porterà al sicuro al momento del "big crunch": "Ci siamo reincarnati?". Nello stesso tempo, il racconto pone la questione se il mondo connotato da uno stato di crisi e intolleranza possa/debba "rinascere".

## L'innocenzaeRashomon

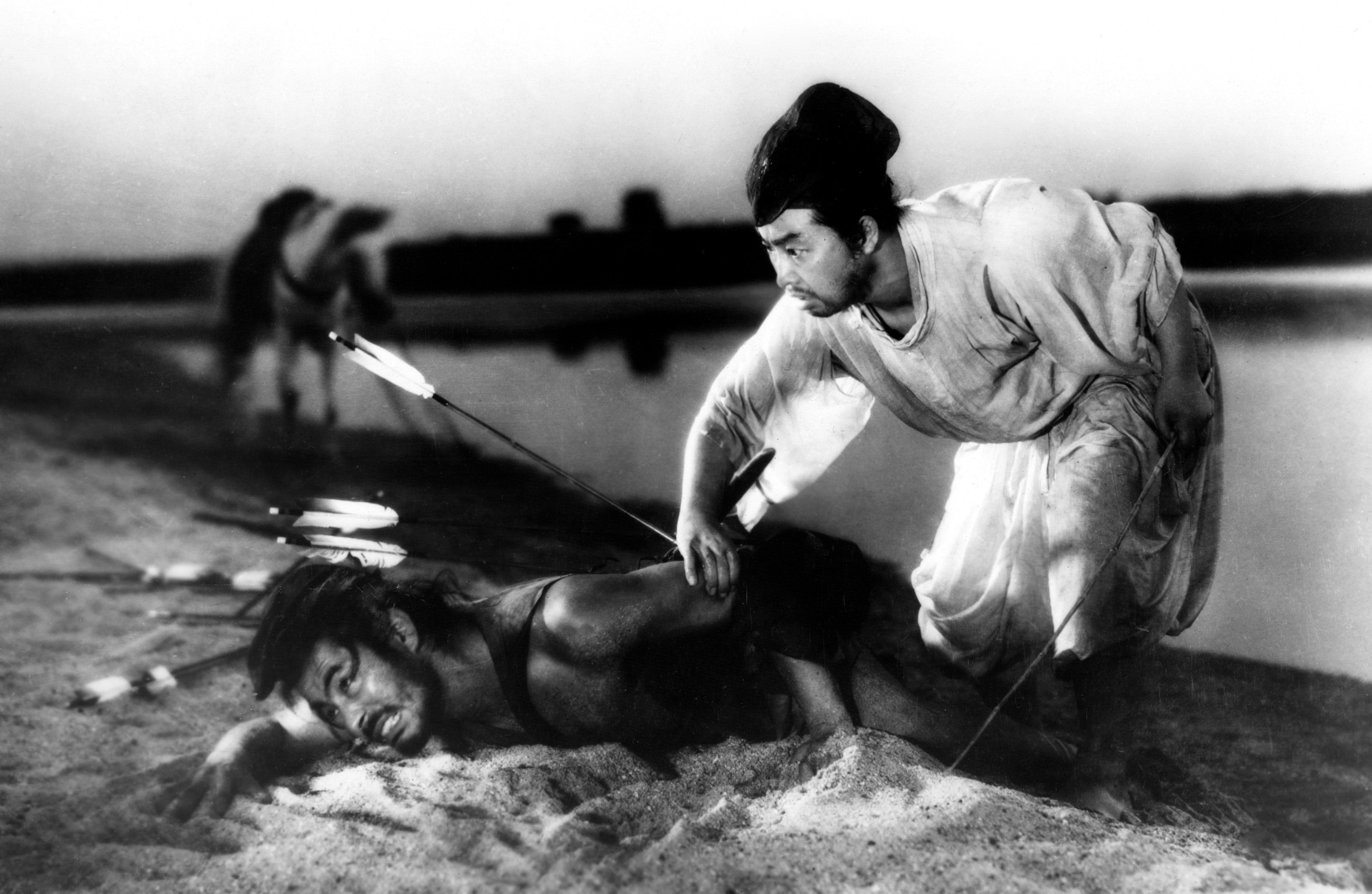
Una scena di Rashomon di Kurosawa

Per la sua struttura multiprospettica suddivisa in tre atti, ognuno dei quali portatore di un punto di vista diverso, contrappuntato dalla ripetuta scena dell'incendio di un condominio come marcatore tra le divisioni narrative, secondo diversi critici il film ricorda Rashomon di Kurosawa.
A parere di altri, L'innocenza se ne discosterebbe per la sua connotazione di studio sulla complessità della verità piuttosto che di indagine sulla sua soggettività (e quindi inconoscibilità); all'"inconciliabilità dei ricordi individuali" preferirebbe porre l'accento sui vincoli delle norme sociali, "la gogna pubblica, le politiche scolastiche, i sentimenti schiacciati dalle credenze retrive". Le tre prospettive descritte in Monster non si contrappongono, ma sono pezzi dello stesso puzzle.
Koreeda, pur dicendosi lusingato dal paragone con il classico di Kurosawa, ne ha sottolineato la diversità sostenendo che mentre in quel film i narratori risultano inaffidabili, e le loro versioni ripetono in modo contrastante gli stessi eventi, i tre punti di vista narrati in Monster sono "veritieri", resi parziali da capovolgimenti derivanti da incomprensioni e informazioni tenute nascoste ai personaggi e svelate solo nell'ultima parte del film. Come paragone più prossimo alla struttura di Monster il regista ha nominato il dramma Elephant di Gus Van Sant del 2003, in cui la sparatoria avvenuta in una scuola viene riportata attraverso una serie di punti di vista sovrapposti.

## Temi
Iniziato come una storia di bullismo e di famiglie disfunzionali, il film si evolve poi su una molteplicità di temi, che toccano mali sociali endemici, alcuni tipici della società giapponese: i codici di autocontrollo e di decenza, le regole di silenzio imposte da rigide regole amministrative, il rispetto acritico dell'autorità, il ruolo oppressivo della tradizione, le bugie e la violenza generate dai pettegolezzi, ma anche le difficoltà degli adulti di interpretare i disagi e i tormenti dei più giovani, che vivono con estraneità il mondo che li circonda, subendone nello stesso tempo - senza realmente comprenderli - i condizionamenti e i pregiudizi.
Stratificato come "un film che da thriller diventa dramma familiare e poi racconto di formazione", nella terza parte in cui il punto di vista della narrazione diventa quello di Minato e Yori, il film si afferma come la storia di un'amicizia tra due giovani scolari che provano, l'uno per l'altro, un sentimento di amore innocente, percorrendo "le sofferenze della giovinezza: la ricerca dell'amore, dell'identità, di sensazioni forti mentre si affrontano bugie, tradimenti e violenza."

Scena del film Close (2022) di Lukas Dhont, cui è stato paragonato il film

Primo film a tema LGBT, Koreeda ha dichiarato che, come regista, l'interrogativo principale che si è posto è stato fino a che punto avrebbe dovuto approfondire la rappresentazione dei due bambini e la loro auto-confessione. Vista la delicatezza dell'argomento, ha quindi chiesto ad un'organizzazione di supporto dei bambini LGBT+ di leggere la sceneggiatura per avere suggerimenti sulla direzione da prendere. Quando gli è stato fatto notare che l'atteggiamento del protagonista nei confronti della propria identità sessuale era confuso, alternando momenti di consapevolezza ad altri in cui non aveva cognizione di cosa fosse quella "cosa indescrivibile e inspiegabile" che gli era germogliata dentro, al suggerimento di scegliere una versione o l'altra, avrebbe preferito togliere le parti in cui "è ovvio che è consapevole di essere gay", ritenendo che fosse ancora presto per i bambini di quell'età identificarsi come gay o transgender. Con il supporto di queste stesse organizzazioni, avrebbe poi introdotto delle "sessioni di studio per consentire allo staff di scoprire come accogliere al meglio le proprie emozioni."
A differenza degli altri film girati in precedenza con bambini come protagonisti, ai quali non aveva mai affidato un copione da imparare a memoria, ma si era limitato a suggerire direttamente le battute sul set, dopo aver conversato con loro, in Monster Kore-eda ha optato per lo stesso metodo assegnato agli adulti, facendo leggere e studiare ai giovani attori le battute direttamente dalla sceneggiatura.
Lo sceneggiatore Yuji Sakamoto, al suo secondo lungometraggio, intervistato sui sentimenti provati all'annuncio della Queer Palm ottenuta dal film al festival di Cannes, ha dichiarato che la cosa che lo ha reso più felice è stata la motivazione data dal Presidente della giuria, il regista John Cameron Mitchell, secondo cui la storia dei due bambini "sarà di grande conforto per le persone queer e per tutti coloro che non si adattano o si rifiutano di integrarsi. Questo è un film che salva vite umane".
Lo stesso Koreeda ha commentato le motivazioni del premio che hanno sottolineato la capacità del film di mettere in luce le vite degli outsider, "le persone che non riescono a conformarsi a ciò che ci si aspetta da loro", affermando: "Mi ha fatto pensare, in realtà, sì, è più o meno quello che stavo cercando di fare".
I due adolescenti di Monster sono stati paragonati a quelli di Close del regista belga Lukas Dhont in concorso a Cannes nel 2022. Per alcune scene di rivolta contro l'autorità paterna, al film Moonlight (2016) di Barry Jenkins.

## Colonna sonora
Ryūichi Sakamoto ha composto la colonna sonora del film, facendo in tempo a scrivere solamente due composizioni per pianoforte, Monster 1 e 2, già gravemente debilitato dal cancro che l'avrebbe poi condotto alla morte a marzo 2023.

## Promozione
Il teaser trailer del film è stato diffuso online il 6 gennaio 2023, seguito dal trailer completo il 13 aprile 2023.
Il trailer in lingua italiana è stato pubblicato sul canale YouTube di BiM Distribuzione il 24 giugno 2024.

## Distribuzione
Il film è stato presentato in anteprima il 17 maggio 2023 in concorso al 76º Festival di Cannes. È stato distribuito nelle sale cinematografiche giapponesi dalla Toho e da GAGA Corporation a partire dal 2 giugno 2023.
In Italia viene distribuito da BIM Distribuzione a partire dal 22 agosto 2024.

## Accoglienza

### Incassi
Il film ha incassato 20659050 $ nel mondo, di cui 397976 € in Italia, con 59910 presenze.

### Critica
Il film è stato osannato dalla critica cinematografica.
Su Rotten Tomatoes 167 critici esprimono un gradimento del 96%, con un voto medio di 8.1/10; su Metacritic, il voto medio di 40 critici è di 79/100, indicando recensioni "generalmente favorevoli".

## Riconoscimenti
- 2023 - Festival di Cannes[43]
  - Prix du scénario a Yūji Sakamoto
  - Queer Palm
  - In concorso per la Palma d'oro